# پیتزو تامبو
پیتزو تامبو (به لاتین: Pizzo Tambò) یک کوه در سوئیس است که در Mesocco واقع شده‌است. پیتزو تامبو ۳٬۲۷۹ متر بالاتر از سطح دریا واقع شده‌است.